# George W. Romney
George Wilcken Romney (født 8. juli 1907 i Chihuahua, Mexico, død 26. juli 1995 i Bloomfield Hills, Michigan, USA) var en amerikansk politiker og forretningsmand.
Familien flygtede fra den mexicanske revolution, først til Idaho, derefter til Salt Lake City i Utah. Romney rejste i 1926 til Storbritannien, hvor han tilbragte to år som missionær for mormonerne, først i England, derefter i Skotland.
Romney arbejdede i Washington, D.C., hvor han skrev taler for David I. Walsh, demokraternes repræsentant i USA's senat fra Massachusetts. I 1930 blev han lobbyist for Alcoa. Han giftede sig i 1931 med Lenore LaFount.
Efter ni år forlod han Alcoa for at arbejde i bilindustrien i Detroit. Han fik hurtigt karriere hos American Motors Corporation, og den høje profil i bilindustrien banede vejen for Romneys politiske karriere som republikaner.
Romney var guvernør i Michigan fra 1963 til 1969, og USA's boligminister fra 1969 til 1973. Han blev opfattet som en moderat republikaner, noget til højre for Nelson Rockefeller, men klart til venstre for Barry Goldwater og Ronald Reagan.
Han forlod politikken i 1973, men deltog i 1994 i sønnen Mitt Romneys kampagne for at vinde en plads i senatet for Massachusetts. Mitt Romney tabte valget mod den siddende senator Ted Kennedy.